# Listwianka
Listwianka (ros. Листвянка) – osiedle typu miejskiego w obwodzie irkuckim Rosji, nad brzegiem jeziora Bajkał, w pobliżu miejsca, gdzie rzeka Angara bierze swój początek z Bajkału. Nazwa pochodzi od rosyjskiej nazwy modrzewi (ros. Лиственница), które są istotnym składnikiem przyległej tajgi.
W miejscowości znajduje się Instytut Limnologiczny, prowadzący badania naukowe biologii, hydrologii i geologii Bajkału. Przy Instytucie ulokowano Muzeum limnologiczne z bogatą ekspozycją poświęconą Bajkałowi.
Listwianka pełniła początkowo rolę stanicy do przeprawy przez Bajkał.
Listwianka jest najpopularniejszą miejscowością turystyczną nad brzegiem Bajkału, gdyż leży najbliżej Irkucka, z którym ma dobre połączenia komunikacyjne autobusowe i samochodowe. Dlatego też w osadzie dość dobrze rozwinięta jest baza noclegowa. Atrakcją turystyczną jest także niewielka góra Kamień Czerskiego, wznoszący się nad zachodnią częścią Listwianki, ponieważ rozciąga się z niego bardzo dobra panorama na źródło Angary i Bajkał. Zimą działa tu wyciąg narciarski. Nazwa szczytu upamiętnia polskiego zesłańca i geologa Jana Czerskiego. W osadzie zabytkowa cerkiew z 1846 fundowana przez kupca Ksenofonta Sieriebriakowa z częściowo oryginalnym ikonostasem i resztą wystroju oraz fokarium z pokazami tresowanych fok bajkalskich.
Listwianka jest także portem bajkalskim dla floty statków turystycznych, rybackich i badawczych. W ostatnich latach większość statków rybackich adaptowano na turystyczne. W porcie zatrzymują się statki turystyczne pływające z Irkucka do ważniejszych przystani nad całym Bajkałem. Oprócz tego ma połączenie promowe z miejscowością Bajkał na drugim brzegu Angary, która jest głównym portem handlowym południowego Bajkału oraz końcową stacją zabytkowej linii kolejowej Bajkał – Sliudianka, będącej jedną z głównych atrakcji turystycznych rejonu irkuckiego.

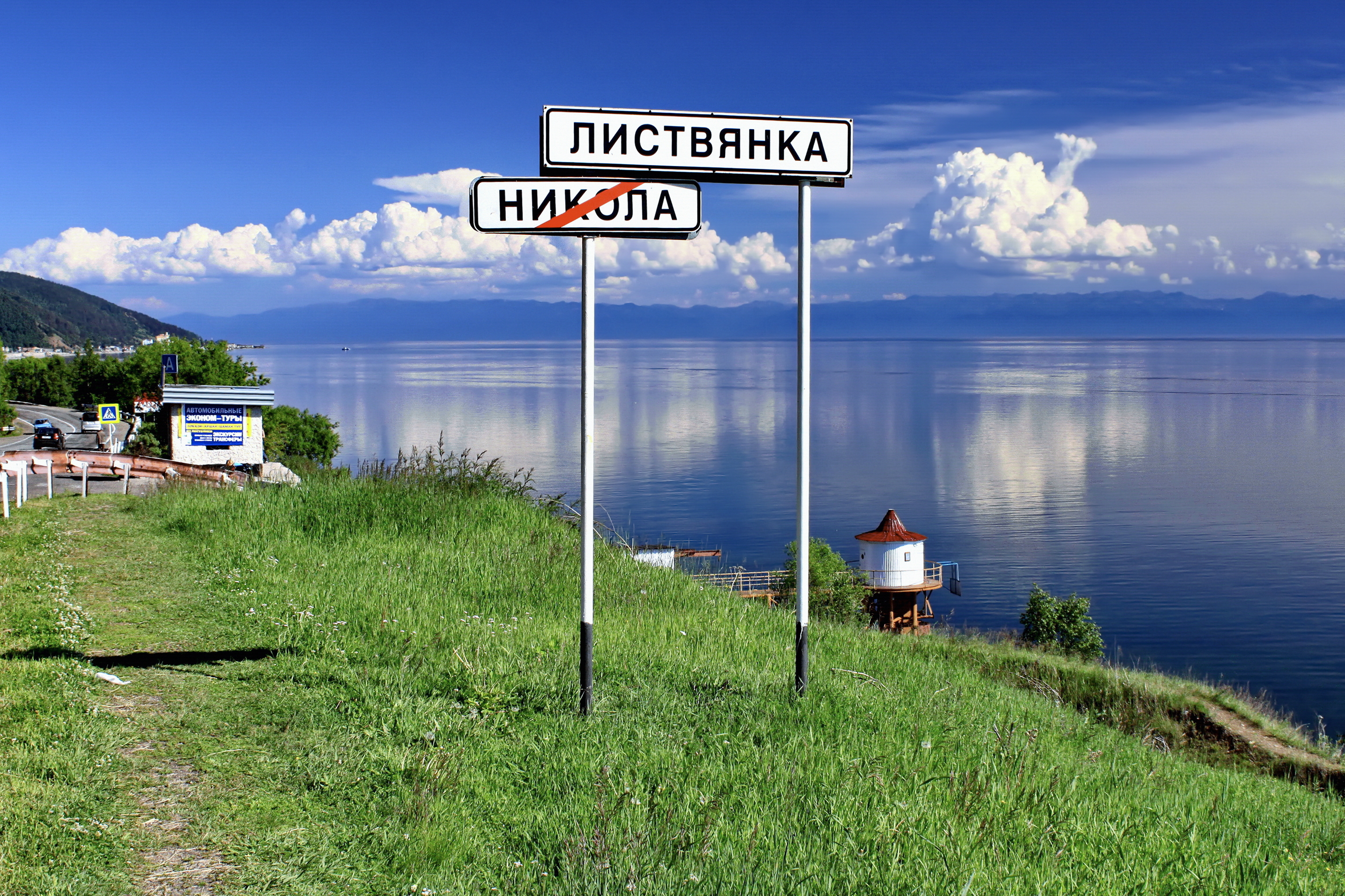
Tablica wjazdu do Listwianki
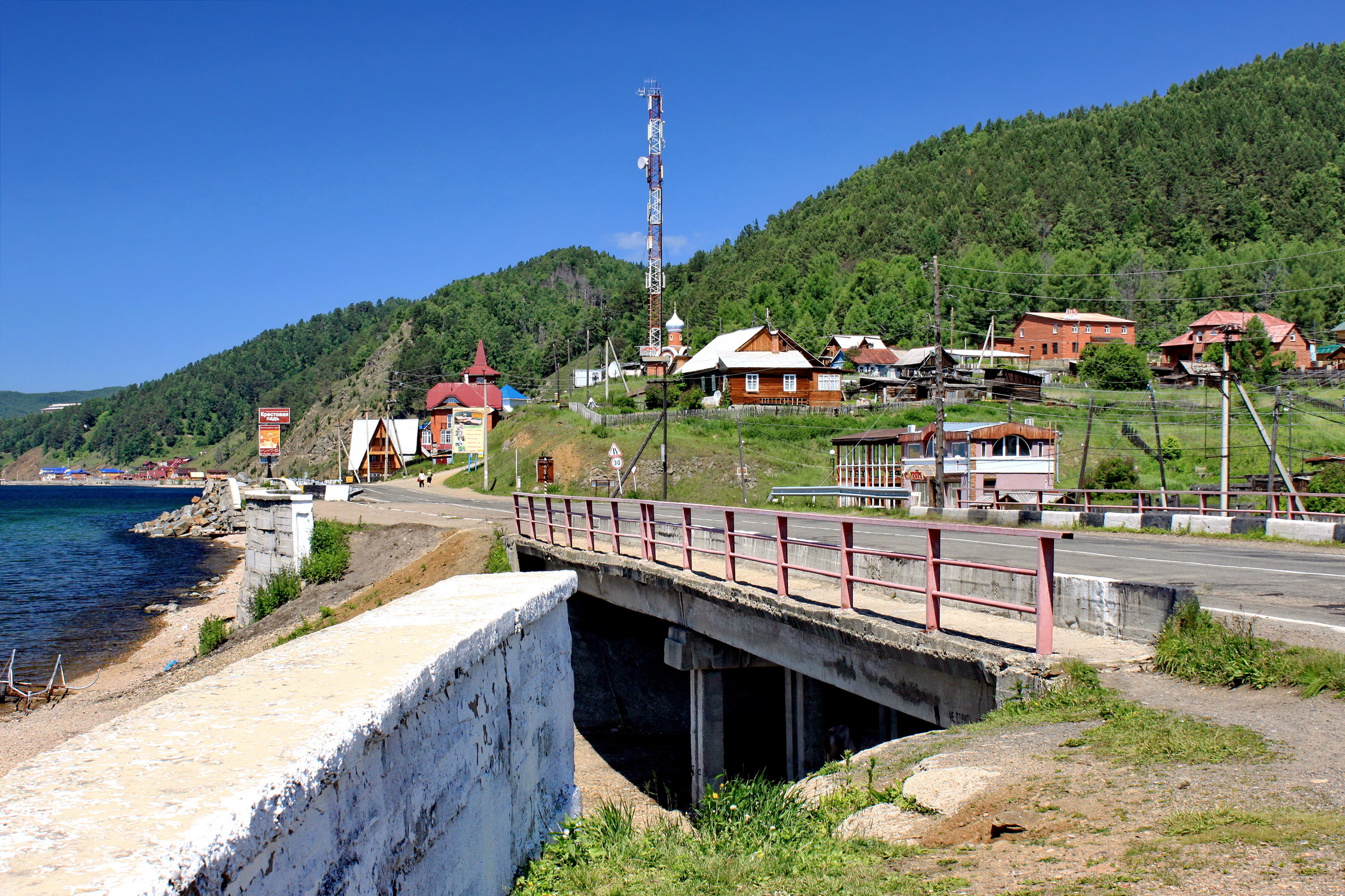
Ulica Gorkiego - główna ulica Listwianki
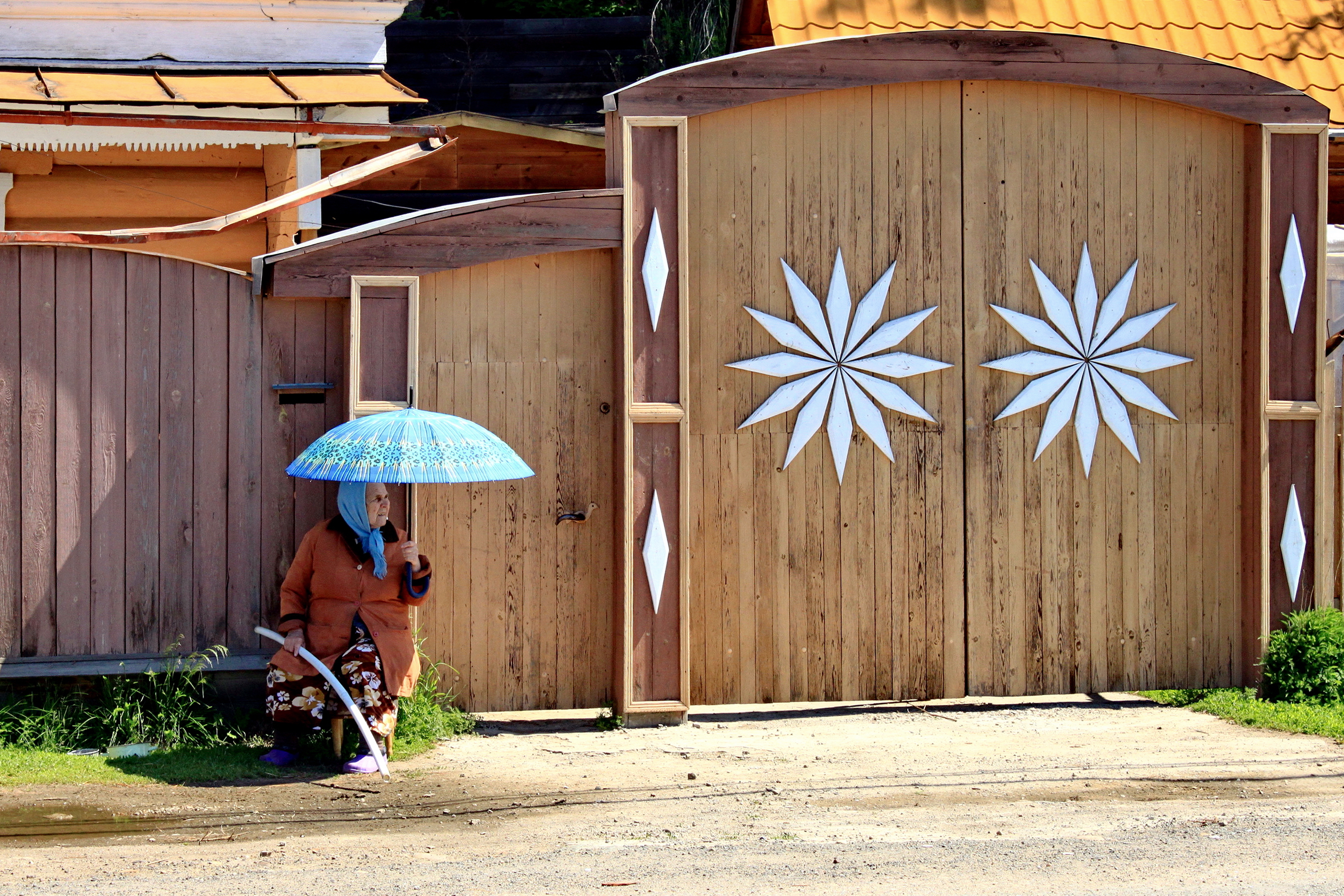
Drewniana architektura i kobieta z parasolką na ul. Gorkiego
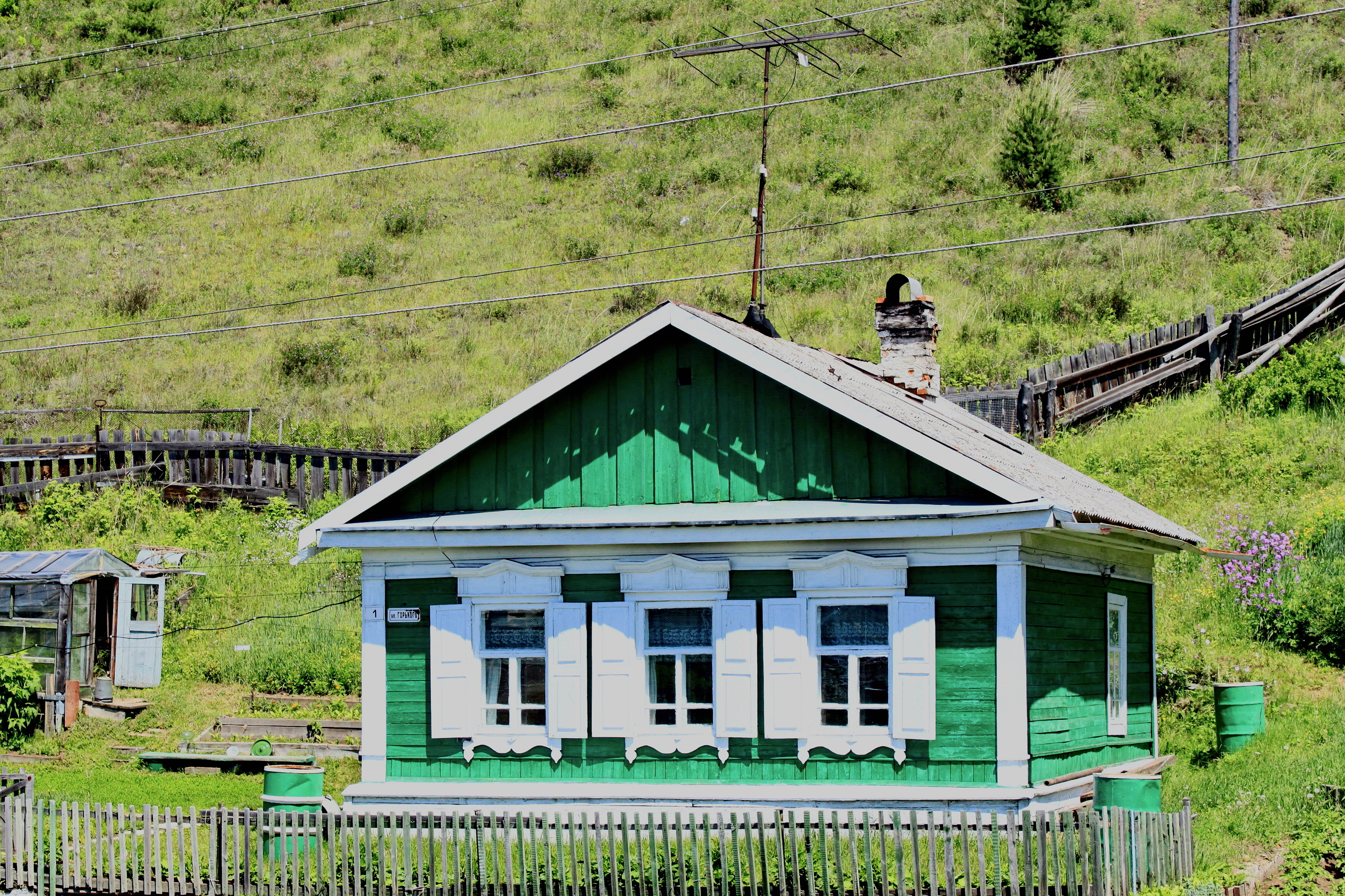
Tradycyjny drewniany dom
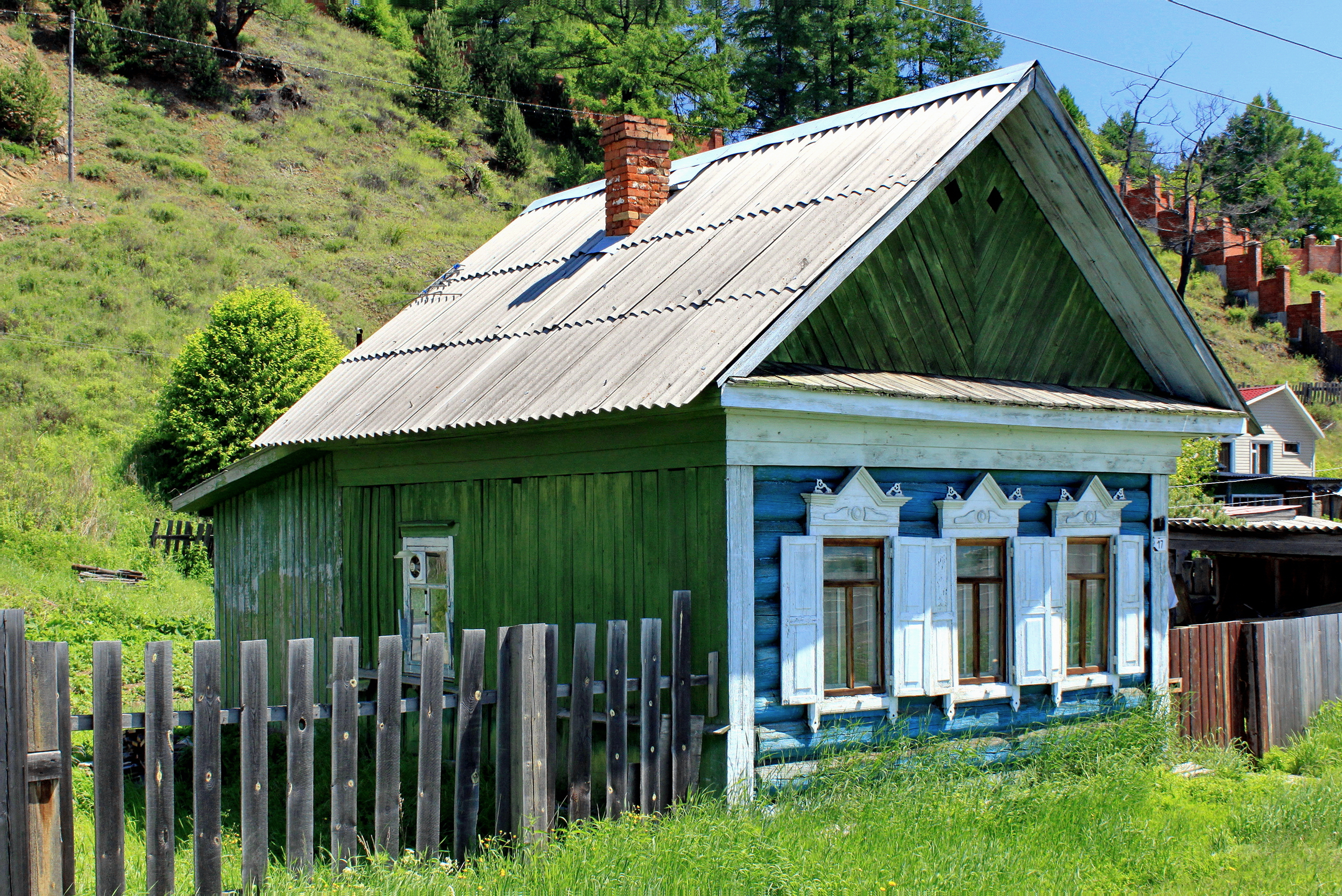
Tradycyjny drewniany dom
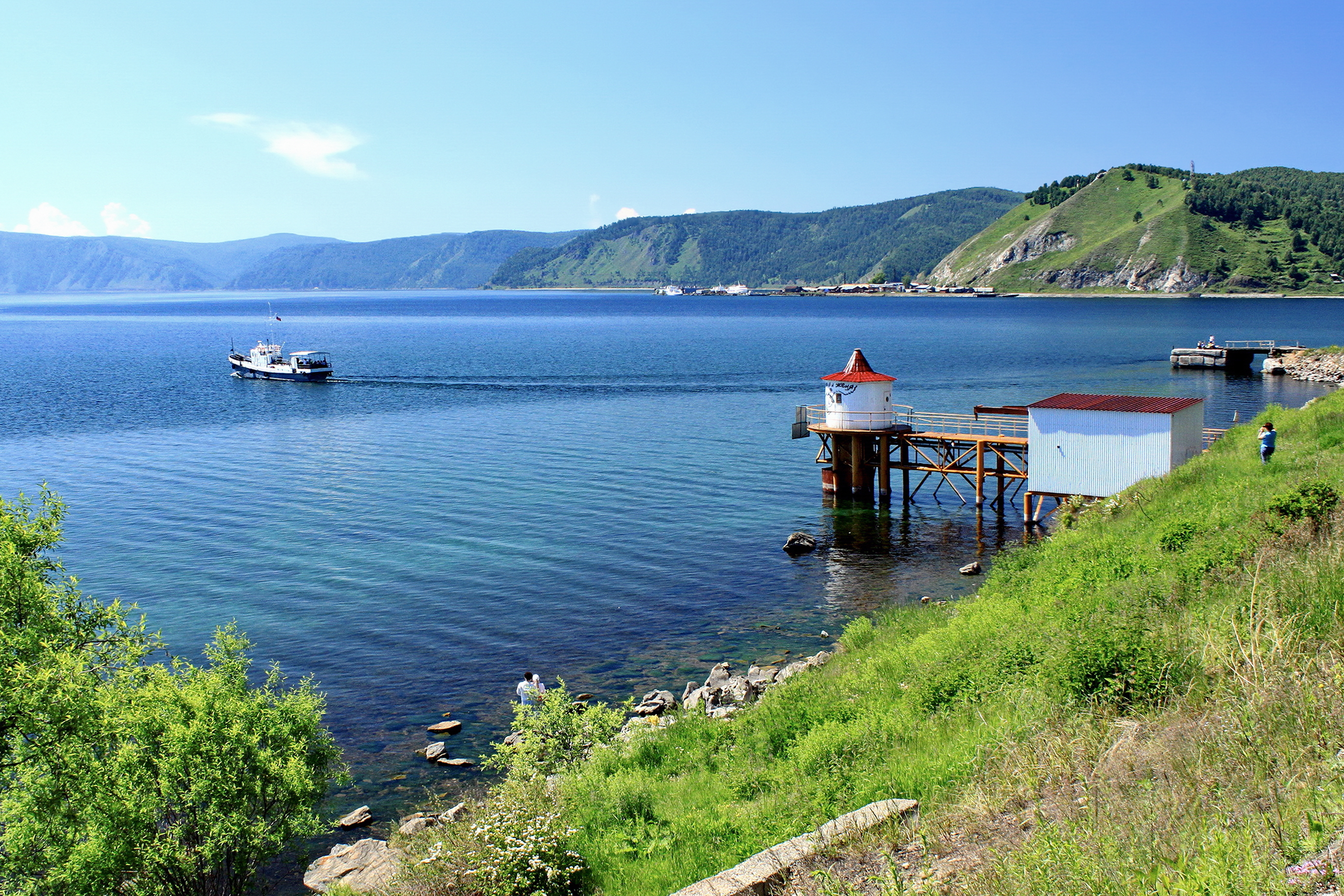
Widok z Listwianki na jezioro Bajkał